# Frans Crusebjörn
Frans Crusebjörn, född 7 oktober 1605, död 2 augusti 1654, var en svensk ämbetsman. Han var son till Peter Kruse.
Crusebjörn blev assessor i generalbergsamtet 1637. Han var landshövding i Västerbottens län från 1641 till 1653 och därefter gränskommissarie i Kexholms län i Finland. Crusebjörn var innehavare av Husbyborg i Tierps socken samt Björnsnäs och Ekeby, båda i Kvillinge socken.

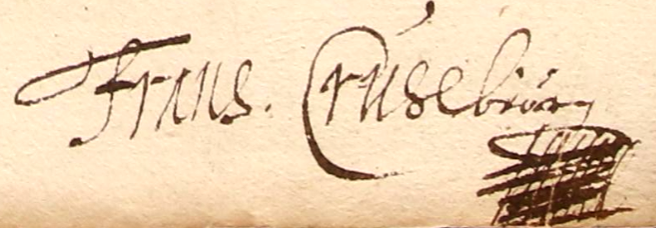
Källa: Landsbok med verfikationer. Länsräkenskaper Västerbottens län 1643, Riksarkivet, s. 204.